# Narumonda V
Narumonda V is een bestuurslaag in het regentschap Toba Samosir van de provincie Noord-Sumatra, Indonesië. Narumonda V telt 746 inwoners (volkstelling 2010).